# Posavski gonic
Posavski gonic (kroatiska: posavski gonič, posavinsk stövare) är en hundras av typen stövare, uppkallad efter regionen Posavina i Kroatien, och en av flera stövarraser med ursprung från Balkanhalvön som tidigare ofta gick under benämningen balkanstövare. Tidigare namn på rasen är också boskini och Sawebracken. C:et i slutet på ordet gonic (stövare) är egentligen bokstaven č och uttalas som ett hårt tsj (/tʃ/). Översatt till svenska är dess namn posavinastövare.

## Historia
Drivande hundar från Kroatien har identifierats på en fresk från 1474 i ett kapell i Beram nära Pazin i Istrien. Drivande hundar från Posavina nämns i skrift första gången av biskopen i Đakovo 1719. 1859 omskrivs de av veterinären Franjo Bertić från samma stad. 1924 deltog rasen för första gången på hundutställning och från 1929 finns de med i den kroatiska stamboken. 1955 godkändes rasen av Fédération Cynologique Internationale (FCI). Den första rasstandarden under det nuvarande namnet publicerades 1969.

## Egenskaper
Posavski gonic är främst känd som en bra vildsvinshund, men kan också vara en duktig eftersökshund. Noterbart för rasen är att dess jaktsätt är mycket mer drivande än de flesta andra vildsvinshundar. Den skäller även på döda vildsvin.

## Utseende
Färgen på pälsen är rödbrun med vita tecken. Hanhundarna har en mankhöjd på 50–58 centimeter och tikarna har en mankhöjd på 48–50 centimeter.